# 미스터리 (영화)
미스터리(浮城謎事 , Mystery )는 프랑스에서 제작된 로예 감독의 2012년 드라마, 멜로/로맨스 영화이다. 학뢰 등이 주연으로 출연하였다. 《看我如何收拾贱男与小三》라는 타이틀의 포스트 시리즈에 기반을 둔다.

## 출연

### 주연
- 학뢰
- 친하오
- 제계

### 조연
- 구영
- 주아문

## 제작진
- 프로듀서: 크리스티나 라센
- 작곡: 요한 요한슨